# Dascălu
Dascălu is een gemeente in het Roemeense district Ilfov en ligt in de regio Muntenië in het zuidoosten van Roemenië. De gemeente telt 2356 inwoners (2005).

## Geografie
De oppervlakte van Dascălu bedraagt 36 km², de bevolkingsdichtheid is 65 inwoners per km².
De gemeente bestaat uit de volgende dorpen: Dascălu.

## Politiek
De burgemeester van Dascălu is Doina Manaila (PD).